# Бјерн Ото Брагстад
Бјерн Ото Брагстад (норв. Bjørn Otto Bragstad; 5. јануар 1971) бивши је норвешки фудбалер који је играо на позицији центархалфа.

## Клупска каријера
Део јуниорске и већину сениорске каријере провео је у Розенборгу у ком је провео 11 година. Потом је отишао у Енглеску где је играо за Дарби каунти и Бирмингем Сити. Каријеру је завршио у Брегенцу.

## Репрезентативна каријера
За репрезентацију Норвешке је дебитовао 1999. године. Био је у саставу репрезентације на Европском првенству 2000. на ком је одиграо све три утакмице групне фазе. Укупно је одиграо 15 утакмица.

## Приватни живот
Његова ћерка Емили Брагстад је такође фудбалерка.

## Трофеји
Розенборг
- Елитсеријен: 1990, 1992, 1993, 1994, 1995, 1997, 1998, 1999, 2000.
- Куп Норвешке: 1992, 1995, 1999.